# Apanteles hemiaurantius
Apanteles hemiaurantius är en stekelart som beskrevs av Van Achterberg och Ng 2009. Apanteles hemiaurantius ingår i släktet Apanteles och familjen bracksteklar. Inga underarter finns listade i Catalogue of Life.